# کانایما
کانایما گنو/لینوکس (به انگلیسی: Canaima GNU/Linux) یک توزیع آزاد و متن‌باز لینوکس برپایه دبیان است. این سیستم‌عامل به‌خاطر فرمان ریاست‌جمهوری ۳۳۹۰ ایجاد شد؛ که ملزم به استفاده از فناوری‌های متن‌باز و آزاد در ادارات دولتی بود. در ۲۳ اسفند ۱۳۸۹ (به انگلیسی: 14 March 2011) کانایما به صورت رسمی به‌عنوان سیستم‌عامل پیشفرض برای ادارات دولتی ونزوئلا تاسیس شد.
این سیستم‌عامل از محبوبیت زیادی برخورد است و یکی ازپراستفاده‌ترین توزیع‌های لینوکس در ونزوئلا شد (به‌خاطر استفاده ازآن در مدارس دولتی). همچنین در پروژه‌های بزرگی تحت عنوان "آموزش کانایما" (به انگلیسی: Canaima Educativo) با هدف ارائه یک رایانه ساده برای دانش‌آموزان با یک نرم‌افزار آموزشی به نام ماژلان (به انگلیسی: Magallanes) استفاده شد.
از کانایما در کنگره‌های بین‌المللی، درباره استفاده از استانداردهای باز، استفاده شده‌است. باوجود توسعه نوپای این سیستم‌عامل، در جشنواره نصب نرم‌افزار آمریکای لاتین (به اسپانیایی: Latinoamericano de Instalación de Software Libre) نیز استفاده شده‌است.